# Karel Martens (grafisch ontwerper)

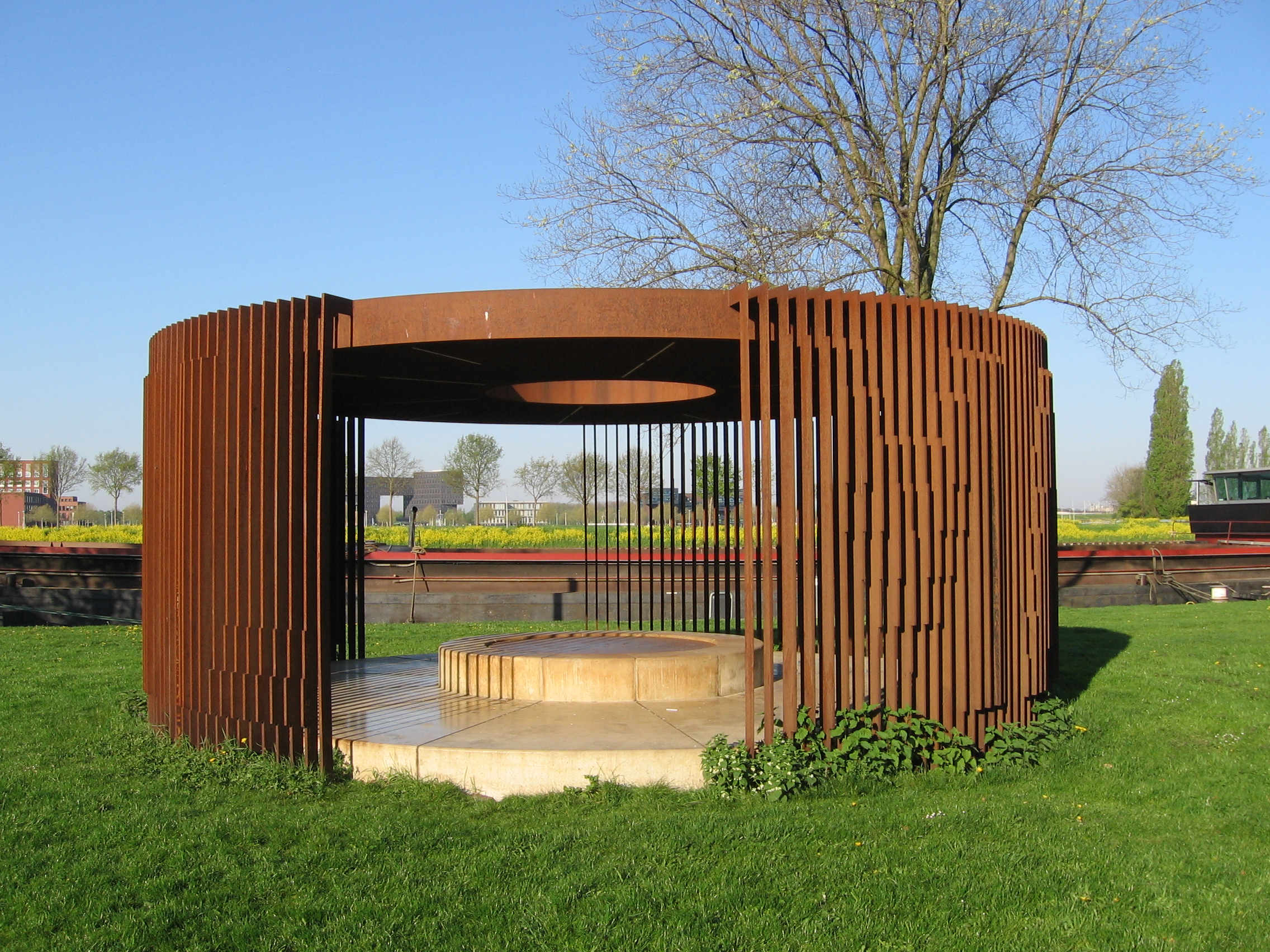
Martin Bril Paviljoen (foto 2019)

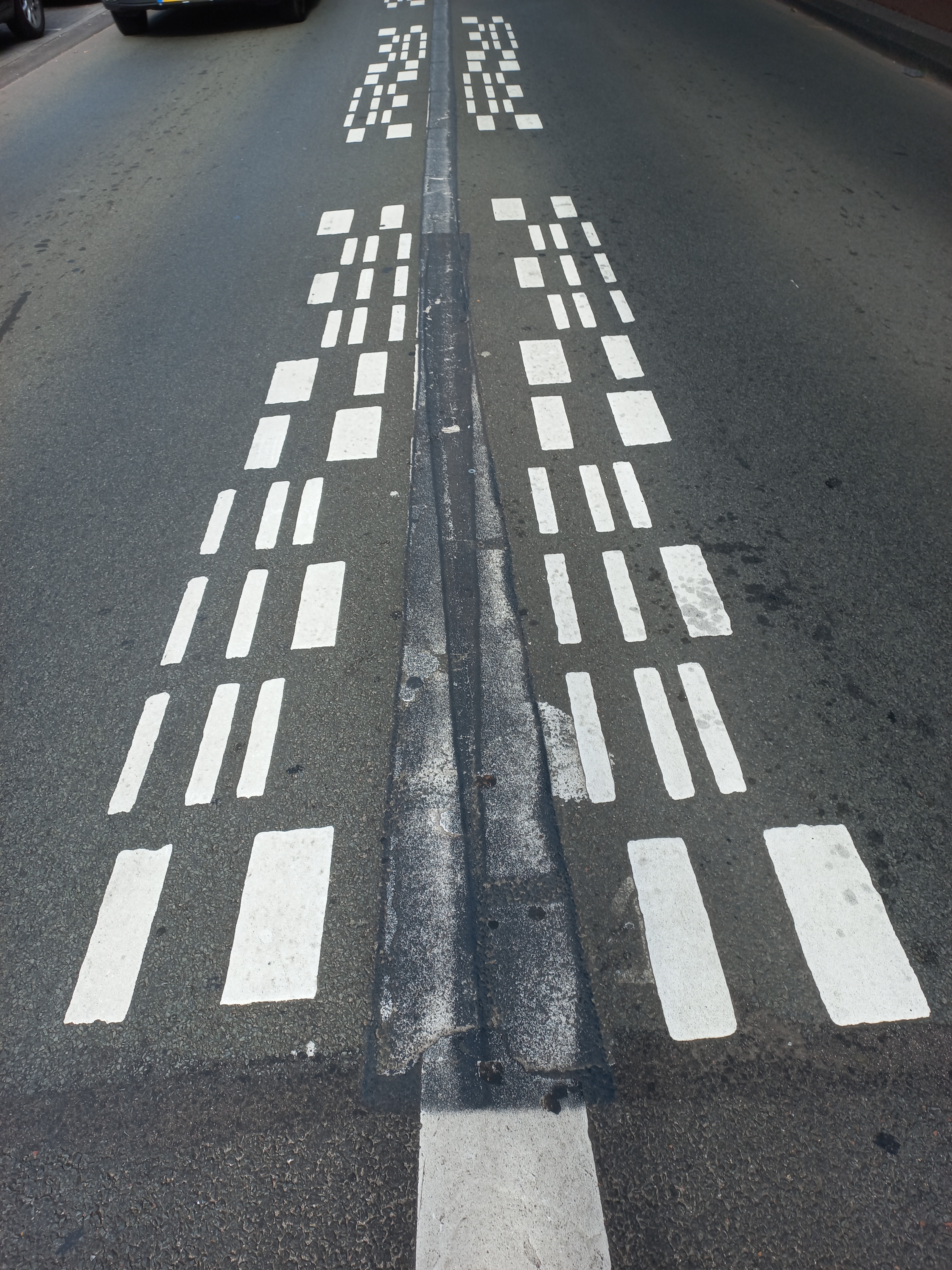
Wegmarkering Amsterdam (foto juli 2025)

Cornelis Herman Peter Marie (Karel) Martens (Mook en Middelaar, 8 maart 1939) is een Nederlands grafisch ontwerper en typograaf. Hij is freelancer, publicist en docent.

## Loopbaan
Het zag er niet naar uit dat hij kunstenaar werd. Hij wilde wiskunde studeren, maar dyslexie weerhield hem daarvan. Dat werd destijds niet herkend; hij werd daarom op school als “dom kind” beschouwd. De middelbare school leverde hetzelfde beeld; hij was alleen goed in wiskunde en tekenen. Die scholing was onvoldoende om te gaan studeren. Hetzelfde gold voor de kunstopleiding. Desalniettemin kon hij terecht aan de Academie voor Beeldende Kunsten in Arnhem, waar hij in 1961 afstudeerde. Na zijn studie ging hij aan de slag als vormgever van boeken, catalogi, tijdschriften, postzegels en affiches. Tijdens die opleiding haalde hij zijn achterstand in kennis over andere kunstvormen in.   Zo schreef hij zich in voor een cursus boekproductie, een voor hem totaal onbekend terrein. Die studie leverde hem later naast ander werk een bijbaantje op dat hem in contact bracht met kunstenaars etc.
Zijn ontwerpen worden gekenmerkt door grote eenvoud en ambachtelijkheid.
Karel Martens werkte als grafisch vormgever onder andere voor de Nederlandse uitgeverij Van Loghum Slaterus, voor de vijfde Meridiaan-reeks van de Belgische uitgeverij Manteau (1968-1971) en voor Uitgeverij SUN (Socialistische Uitgeverij Nijmegen) in de periode 1975-1981. In die periode ontwierp hij sobere, abstracte boekencovers, zonder tekeningen of foto's.
In 1990 maakte hij het grafisch ontwerp voor het architectuurtijdschrift Oase, waarvoor hij in 1993 de H.N. Werkmanprijs ontving.
Martens heeft ook telefoonkaarten voor PTT Telecom ontworpen in 1994. Een ontwerp voor een 80 centpostzegel werd afgekeurd; hij kreeg een opdracht van de afdeling ontwerp, de afdeling marketing keurde het werk af; het zou te weinig verkoop stimuleren. Martens gaf de opdracht daarom terug. In 2005 tekende hij de glazen gevels van de nieuwe vleugel van de Philharmonie in Haarlem; het ontwerp was gebaseerd op een muziekpartituur van Louis Andriessen.
Sinds 2019 runt hij met zijn drie kinderen – Diederik, Klaartje en Aagje – het ontwerpbureau Martens and Martens.
Van 11 juli tot en met oktober 2025 mocht hij expositie houden in het Stedelijk Museum Amsterdam onder de titel Unbound. Het museum benoemde hem en Wim Crouwel en Jan van Toorn tot de Grote Drie op grafisch gebied. Hij werkte voor de expositie samen met curator Thomas Casstro, een oud-leerling van hem. Martens kon zelf de catalogus (hijzelf noemt het een kunstenaarsboek) ontwerpen. Voor die catalogus kon hij putten uit zijn eigen archief van goedgekeurde en afgekeurde ontwerpen. Die laatste inspireren hem soms bij nieuw te maken werk.  Hij woont en werkt dan vanaf de Silodam.

## Straatkunst
In de jaren twintig van de 21e eeuw verscheen er werk van hem op straat. Amsterdam had hem ingeschakeld om bij straten met weghelften voorzien van een middenstreep aan te geven dat daar (toch) maar 30 kilometer per uur gereden mag worden. Hijzelf vond het een uitdagend idee op onbekend terrein. Het getal 30/dertig werd geabstraheerd tot het nauwelijks herkenbaar was; het bestaat uit witte vlakjes. Hij schoot daarbij enigszins door, maar zag tijdens een autorit met trots terug op het werk. De plaatsing van de signalering zorgde er tevens voor dat bij de chauffeurs het idee bestaat dat de weg smaller is dan in werkelijkheid.

## Onderwijs
Karel Martens is docent grafische vormgeving geweest aan de Academie voor Beeldende Kunsten in Arnhem van 1977 tot 1994. Van 1994 tot 1999 was hij verbonden aan de afdeling Vormgeving van de Jan van Eyck Academie voor Beeldende Kunst te Maastricht. In 1997 werd hij gastdocent, in 1998 docent aan het Graphic Design Department van Yale University School of Art in New Haven, USA.
Martens was medeoprichter van de Werkplaats Typografie in Arnhem in 1998 en bleef daarbij betrokken tot 2014. In die jaren ontwierp hij mede het Martin Bril Paviljoen in Utrecht.

## Prijzen
- H.N. Werkmanprijs in 1993[8]
- Dr. A.H. Heinekenprijs voor de kunst in 1996[3]
- Gerrit Noordzijprijs in 2012
- BNO Piet Zwart Prijs (Beroepsorganisatie Nederlandse Ontwerpers) in 2024